# Kråkskär (vid Berghamn, Korpo)
Kråkskär är en ö i Finland. Den ligger i Skärgårdshavet och i kommunen Pargas i den ekonomiska regionen  Åboland i landskapet Egentliga Finland, i den sydvästra delen av landet. Ön ligger omkring 70 kilometer sydväst om Åbo och omkring 210 kilometer väster om Helsingfors.
Öns area är 55,9 hektar och dess största längd är 1,8 kilometer i sydväst-nordöstlig riktning. Ön höjer sig omkring 15 meter över havsytan.